# ざっくり戦士ピラメキッド
ざっくり戦士ピラメキッド（ざっくりせんしピラメキッド）はテレビ東京系列『ピラメキーノ』内ではんにゃの金田哲が主役を務める特撮コーナードラマ。

## 放送スタイル
「ピラメキーノ」の金曜拡大版「ピラメキーノG」放送開始翌週の2010年4月23日より放送開始。当初は原則「G」でのみ放送で、他の曜日や、金曜日であっても18時台のみの短縮放送の場合は全く放送されなかった。11月26日・12月10日放送分は金曜短縮版での放送となり、12月16日放送分で初めて金曜日以外の曜日での放送となった。
「ピラメキーノ」メイン出演者であるはんにゃ・フルーツポンチからは金田のみレギュラー出演しており、ゲストとしても金田の相方の川島が13話と16話には出演したのみである。なお、準レギュラーとしてキャラクターの1体であるピヨッ太が出ているほか、19話ではダルさんが特別出演している。ほかには、『子役恋物語』などに出演することがある平成ノブシコブシ吉村が当コーナーのレギュラーゲスト扱いである。

### 構成
2010年12月現在は「ピラメキーノG」内の18時半台でのみ放送されるため、19時飛び乗り局では放送されない。7月までは「ピラメキーノG」の放送日に必ず放送されていたが、8月以降は当コーナーの放送がない週も存在する。
開始初期は番組内で放送される時間帯は特に決まっておらず、1部構成・2部構成の2通りが存在しており、2部構成の場合は18時半台と19時半台に跨って放送され19時飛び乗り局と遅れネット局では後半のみ放送されていた。1部構成の場合、当初は19時台での放送だった。19時台のみ放送の局では事実上のコーナー打ち切りとなっているが、11月下旬から12月下旬まで行われた番組公式サイトでの動画配信実験により第1部のラスト3話分（19話～21話）は視聴が可能だった。
撮影のため、金田はたびたび『ピラメキたいそう』と『子役恋物語』を欠席した。開始初期は月曜から木曜の通常放送日でも頻繁にダイジェストやOPが放送されていた。
2010年12月16日放送分で「第1部完」とされ、以降は一部の話がセレクションとして放送された。なお、第2部の製作は実現しなかった（ピラメキーノのDVD第3弾は完結編と発表されていた）。

## 登場人物

### メインキャラ
ピラメキッド / 光山テル - 金田哲
主人公。ナーデモサービス平社員。普段は気の弱い好青年であり、桃子や社長にバカにされている。竜虎ざっくり拳の使い手・ピラメキッドの正体。iPhone型変身アイテム・ピラメフォーンでざっくりスーツを転送装着しざっくり戦士ピラメキッド（2代目）となる。自分がピラメキッドであることを桃子と社長に話せばバカにされなくなるが、地獄白黒団はピラメキッドを狙っているため、バレてしまうと自分のみならず周りにいる桃子や社長までをも危険に晒してしまう可能性があると考え秘密にしている。
桃川桃子 - 矢島舞美（℃-ute）
ナーデモサービス助手。ピンク色のハリセンが武器で、テルや猫田に活を入れる形で叩くのによく使っている。ハリセンは実戦でも戦闘員をひるませている。ナーデモサービスの仕事に関しては依頼者の話を真摯に聞き、現場での聞き込み調査などを率先して行うなど常に真面目であり、自身の作戦でバッグをひったくった真犯人を捕まえたこともある。ピラメキッドに憧れを持っており、彼を「様」付けで呼んでいるがその正体がテルであることは知らない。惚れすぎるあまり、ピラメキッドに関しては乙女チックな妄想をしているのが常。
しかし金に汚い一面もあり、男性からの奢りは当然だと考えたり、自分を心から信頼している幼馴染からも依頼料金を取るほど。ピラメキッドが頻繁に自分の前に都合よく現れるのは「自分とピラメキッドが運命の赤い糸で繋がっているから」と思い込んでいる。いわゆる性格ブス。
ダラダラーに白黒催眠をかけられダルさんみたいになったことがあるほか、たびたび怪人の攻撃でひどい目に合う。
猫田又吉 - 梶原善
便利屋ナーデモサービス社長。タイガージョーを名乗るが、桃子からは「キャットジョー」、ファンからは「フェリスジョー」と呼ばれている。タイガージョー拳法・お叫び拳を使うが弱い。ピラメキッドが自分たちの前に都合よく現れることに疑念を抱いている。1回ラブラブーンに白黒催眠をかけられたことがある。
宇多アツシ - 吉村崇（平成ノブシコブシ）
警視庁凶悪犯罪捜査課の警部補。テルの学生時代からの友人。元学生空手のチャンピオンで戦闘員程度なら互角以上の戦いを見せる。桃子に一目惚れしており、電話番号を教えてもらってからは毎日電話をかけている。テル曰く、その執念深さは昔からのものらしい。しかし彼女には嫌われている上に「ウザ刑事」と呼ばれ、テルや猫田にはその空回り具合を面白がられている。サツケー、ラブラブーンなどたびたび白黒催眠をかけられている。
村田博士 - 六平直政
ざっくりスーツの開発者。普段はビルの管理人をしている。
ピヨッ太 - 水沢史絵（声）
村田博士が作ったヒヨコ型ロボット。ピラメキッドの正体がテルであることを知っている。

### 地獄白黒団
人間の曖昧さを否定し、なんでも白黒つけさせ日本を混乱に陥らせようとしている悪の秘密組織。数十年前に初代ピラメキッドによって1度は壊滅させられたが再び活動を開始した。
総統ヘルオセロ - 匿名希望（声）
地獄白黒団ボス。曖昧な事象を忌み嫌い、物質的な概念や極端な表現こそ絶対であるという信条の持ち主。
ミスターブラック - 安元洋貴（声）
地獄白黒団最高幹部。サングラスにカラスマスク、頭には黒いターバンと金のコブラの装飾品。将校服に身を包んだ全身黒尽くめの男。武器は漆黒の鞭。職業名の日本語読みを前後逆にした名前を持つ白黒怪人を配下に持つ。ラブラブーン以降、ミスホワイト配下の登場怪人の実験台にされ、ひどい目に合うことが多くなった。
ミスホワイト - ルースアン森住（声）
地獄白黒団最高幹部。白い般若の仮面に白い振袖を着込んだ白人女性。武器は柄と鞘の白い日本刀。派手な白い扇子を愛用する。職業名の英語読みを前後逆にした名前を持つ白黒怪人を配下に持つ。片言の日本語を喋り「ブン殴ルゾ!」が口癖。ギャグダーのギャグゾーンに巻き込まれた際は「イテ込マスゾ!」と口調が関西弁になって以降こちらもミスターブラック配下の怪人の実験台にされひどい目にあうことが多い。
グレイサンダー - 大沢樹生（声）
地獄白黒団最高幹部。一応上二人の同僚らしい。灰色のヘルメット、ライダースーツなどを着込んだ灰色尽くめの男。武器は自動小銃。初代ピラメキッドとヘルオセロとの戦い以降白黒団の機関員に就任したにもかかわらず、「初代はあんな実力ではない」などと不可解な発言が多い。初めてテルと直接対決を行った幹部であり、ざっくりイメージ解放状態のテルを軽くあしらう一方、止めを刺さなかったなど不可解極まりない面を見せた。正体は、初代ピラメキッドでテルの父親の光山大樹。
同僚2人と異なり怪人の実験台にされることはないが、その後で2人に合わせていろいろなことをする。
白黒怪人
幹部らの部下となり作戦を遂行する怪人。原則的にヒューマノイド型で、人間に擬態する能力を持つ。強さによりポーンクラス、ナイトクラス、ビショップクラスと階級があり、戦闘専門のナイトクラスは100人のポーンでもかなわないレベル。さらに白黒リミッター解除でパワーアップをする。人間体は名前に「黒」もしくは読みで「くろ」が入っている。怪人はいずれも職業をモチーフにしている。
白黒催眠
白黒怪人が作戦遂行に於いて用いる洗脳術。かけられた者は、白黒はっきりした考え方になり、極端な考え方や物質的な概念に執着するようになる。曖昧さの申し子であるピラメキッドに変身するテルには効果が無い。
白黒リミッター
白黒怪人の体内に備え付けられた抑制装置に近いもの。解除することで本来の力を発揮できる。
白黒戦闘員
白黒怪人の手下たち。擬態能力どころか言語能力すら持たず、宇田や桃子にすら倒される。唯一の長所は数の多さで、どこからとも無く沸いて出るのが特徴。

#### ゲスト怪人
黒沢マネジャー / 白黒怪人ジャーマネ（声） - 入江雅人
アイドルユニット『WB』のマネージャーに擬態したミスターブラック配下のポーンクラス怪人。自身がマネージャーを務める人気アイドルの二人組・あいあいとれいれいを「頂点は一人だけだ（競争精神）」という暗示で仲違いさせ、ファン同士の抗争を勃発させた。
目黒 / 白黒怪人ストインラクター（声） - パッション屋良
陽気なダンスインストラクターに擬態していたミスホワイト配下のポーンクラス怪人。「女性の魅力は外見のみ（女は顔）」という暗示の白黒催眠で人気モデル・西川シェリーを洗脳。無反動砲・白黒キャノンで何でも粉々にする。
黒岩刑事 / 白黒怪人サツケー（声） - 田中要次
警視庁凶悪犯罪課・課長に擬態したミスターブラック配下のポーンクラス怪人。警官帽を被ったダース・ベイダーを思わせる黒い頭部に、左手は巨大な手錠型の鈍器と一体化している。恐らくポーンクラス最強と思われる。刑事宇田アツシに「正義を守るのは警察だけでいい（民間人の正義の否定）」と白黒催眠をかけ、洗脳。しかし、宇田自身が元々単純な性格で意志が強かったことと、桃子に惚れたことからあっさり催眠は解けてしまう。武器はトンファー型の拳銃・白黒ポリスガン。また、初めて白黒リミッター解除を行った怪人でもある。
ピラメQノサマーライブで行われたピラメキッドショーに、ポーンクラスで唯一再生怪人として登場。12月16日放送分でも再生怪人の1体として登場した。
黒崎 / 白黒怪人チャーティー（声） - 斎藤洋介
ハッキリ学園の教頭だが、正体はミスホワイト配下の初のナイトクラス白黒怪人。「不良生徒はバッサリと見捨てる（おちこぼれの切り捨て）」ように田中先生に白黒催眠をかける。武器は携えている竹刀と白黒チョークの他、劇中では未使用だったが肩には機関銃の弾丸を無数に備えている。慇懃で狡猾な初老の男性教師から、獣人や悪鬼の頭蓋骨を思わせる顔を持つ姿に豹変する。
ピラメQノサマーライブで行われたピラメキッドショーに再生怪人として登場。12月16日放送分でも再生怪人の1体として登場した。
黒木 / 白黒怪人イナトレー（声） - ワッキー（ペナルティ）
ランナー・上中連太を教えるトレーナーに擬態したミスターブラック配下のナイトクラス怪人でトリッキーな肉体派。「全ては結果だ！結果以外なにもいらない!（すなわち結果論）」という暗示で連太に白黒催眠をかける。自転車用ヘルメットとガスマスクを装着した顔が特徴。武器は持っていないが、白黒リミッター解除と背中のブースターによって得たきっかりマッハ1の速度の機敏さとそこから放たれる連携で戦う。手をクネクネ動かす癖がある。
ピラメQノサマーライブで行われたピラメキッドショーに再生怪人として登場。12月16日放送分でも再生怪人の1体として登場した。
大黒 / 白黒怪人ウンカセラー（声） - 吹越満
ハリキリカウンセリングのカウンセラーに擬態した初のグレイサンダー配下のナイトクラス怪人。イナトレーとは逆の戦略型怪人だが、なぜか彼と共通してガスマスクを装備している。元ヤンキーであり、妻の出産と共に更生した男・中川徹に「家族のために嫌な仕事を続ける必要はない!（逃げたもの勝ち）」と白黒催眠をかけた。武器は白黒カウンセリングという振り子で、振ることで発生する音で敵の動きを封じることが出来るが、作中ではピラメキッドによって見事に反射されてしまった。また、後編終盤にてグレイサンダーに突き飛ばされて以降は登場していない。
黒柳 / 白黒怪人ラブラブーン（声） - JOY 
ハリキリ恋愛塾なる恋愛教室の講師に擬態したミスホワイト配下のナイトクラス怪人。「実らぬ恋に意味など無い！ 相手の気など考えず、無理矢理にでも奪い取れ!（即ち略奪愛の精神）」という暗示で猫田社長と宇田アツシ以下ハリキリ恋愛塾の生徒たちに白黒催眠をかけた。マイクに似た形状の杖を所持しているほか、対象を「最初に見た相手を病的に愛してしまう」という精神異常に陥れる効果を持ったラブラブビームという怪光線を武器とし、これを以て猫田社長と宇田を洗脳。ピラメキッドの善意に漬け込み戦闘を有利に進めようとするという、今の時代ジャギでもやらないであろう最低の作戦で一瞬だけ優位に立つも、あまり戦闘能力は高くなかった模様。本怪人より実在しない職種がモチーフなためか、名前が職業名のアナグラムでなくなる。
西黒 / 白黒怪人ギャグダー（声） - 原西孝幸（FUJIWARA）
芸人養成施設『ハッキリコメディー』の講師に擬態したミスターブラック配下のナイトクラス白黒怪人。「おもろうない（芸人としての素質の無い）奴に生きる資格はない! 面白くない奴は死ね!!（チャーティの暗示同様『おちこぼれ』の生きる権利の否定）」と若手お笑い芸人の川中島に白黒催眠をかけた。ギャグゾーンという特殊空間を形成する能力を持ち、この空間内にいる人物は全員関西弁を喋る、極端な吉本のイメージを具現化したようなギャグ体質になってしまう。しかし、ウンカセラーとラブラブーン同様戦闘能力は高くない様子。見た目は変身前は赤いラメのジャケット姿で怪人態は出っ歯やメガネなど変身前後を問わず大御所芸人をイメージした外見で人間、怪人問わず常時ベタなお笑いネタをかます。
黒森 / 白黒怪人セクシンヌ（声） - 上原美優
『白黒女子大 ハッキリセクシーサークル』の部長だが、正体はミスホワイト配下のナイトクラス白黒怪人で作中では初となる女性怪人。部員たちに「色気（性的魅力・性的素質）のない女が女を名乗るな（女は性的素質）」と白黒催眠をかけた。
怪光線セクシー・レーザーを必殺技とし、これを喰らうと彼女に魅了されてしまう余り攻撃すらままならなくなってしまう。
DJ黒沢 / 白黒怪人カルミュージ（声） - 黒沢かずこ（森三中）
『クラブハッピーオセロ』のDJだが、正体はミスターブラック配下の女性ナイトクラス白黒怪人。クラブに集まる若者たちに「楽しいことを思うことを存分やれ（法律・倫理の無視。本能絶対主義。）」と洗脳をかけていた。演じる黒沢の姓に元々「黒」があるため、役名＝本名となっている珍しいケースであるが、そのため第1話登場のジャーマネの人間態名称とかぶってしまっている。
怪光線ノリノリビームを必殺技とし、これを喰らうと楽しい気分になり、本人の意思とは無関係に踊りだしてしまう。
ウンカセラー以来久々のアナグラム名称の怪人であり怪人態でも演者の口などが見える今までにない造形になっている。
黒滝 / 白黒怪人パクリーン→偽ピラメキッド（声） - エハラマサヒロ
ハリキリプロダクションの社長。正体はミスホワイト配下のナイトクラス白黒怪人。プロダクションの所属芸人たちに「面白ければパクっても構わないんだ！（著作権の無視）」と洗脳をかけていた。
アイーンしながら放つパクリーン光線という怪光線が必殺技でこれを喰らうと相手にいわれた人物のパクリ（いわゆるモノマネ）をしてしまう。
肉弾戦は苦手だが最後の切り札であるパクリーン変身で偽ピラメキッド（口元が見えておらず胸のPもパになっている）へ変身し互角の戦いを見せたが、ざっくりイメージ解放は真似できなかった。
ちなみに名前は黒滝だが正体は全身真っ白な姿で前述の技を含め様々な芸人の持ちネタを行う。
黒影一郎 / 白黒怪人ネクラー（声） - 山崎樹範
テレビに引っ張りだこの根暗作家だが、正体はミスターブラック配下のナイトクラス白黒怪人。代表作は『しゃべりたくないならしゃべるな』で、「いやなことは言わなくていい（我関せずの意思）」という啓蒙思想を薦めていた。猫田社長もこの本のファン。
手に付けたペン先を鳴らして放つネクラーレイザーという怪光線が必殺技でこの光線を受けると根暗な性格になってしまう。しかし、自身が反射され浴びた際はものすごいネアカになっていた。
白黒怪人としては珍しく人間態時のフルネームがわかっている。
九楼 / 白黒怪人ズケズケー（声） - 松本明子
劇中に登場していた「焼肉占い」「ダンス占い」などの監修を行う占い師。正体はミスターブラック配下でナイトクラスに属する久々の女性白黒怪人。この占いは桃子もハマっている。偶然通りかかった中平の相談を受けた後、「表面上のおべっかは要らない。思ったことを言ってしまえ（場の空気や相手の気を読まない自己中心主義の強制）」という暗示で洗脳した。
本音光線という怪光線が必殺技でこの光線を受けると本音しか言えなくなる。また、接近専用に大鎌を武器とし、占い師らしく先読みも得意とする。
これまでの怪人の人間態の名前と違い名前の読みに黒という言葉が入っている（くろう）。
黒池 / 白黒怪人ダラダラー（声） - ガリガリガリクソン
ダルさんが通うポップコーン屋の店員。正体はミスホワイト配下の現時点では最後のナイトクラス怪人。テルと猫田社長に指摘され、痩せようと決意し公園へとやって来たもののそこでポップコーンを食べるダルさんを見て誘惑に負けそうになっていた桃子に「だらだらすればいいじゃん（カルミュージの時と同じく本能絶対主義）」と白黒催眠をかけ桃子をダルさんのような姿にしてしまった。
ダルダルブレスという怪しげな息が武器でこの息を浴びるとやる気がなくなりダラダラした性格になり、人間の場合は桃子同様ダルさんと同じ姿になってしまう。しかし、元からダラダラした性格のダルさんには効かなかった。
白黒怪人デストローイ - 松本保典（声）
ダラダラーを倒したピラメキッドの前に現れた初のビショップクラス怪人。
ピラメキッドの実力を見るためと上官であるミスターブラックの命令を無視してピラメキッドに勝負を挑む。
ビショップクラスだけありこれまでのナイトクラス以上の戦闘能力を持ち、竜虎ざっくり拳に酷似した白黒ハッキリ拳という拳法を使いさらにざっくりイメージを解除したピラメキッドですら軽くあしらって見せた。
なお、テルには「俺はお前のオヤジに戦い方を教わった！」、幹部たちには「グレイサンダーに戦い方を教わった」と発言している。後に、この発言の真意が「テルの父＝グレイサンダーである」ということが明らかになった。
ナーデモサービスに進入し、宇田を痛めつけ、桃子と社長を誘拐する。
どこかの廃工場でピラメキッド（＝テル）に見つかり、サツケー、チャーティー、イナトレーを率いりピラメキッドを圧倒するが、ざっくりイメージを解放したピラメキッドの攻撃にサツケー、チャーティー、イナトレーがやられたため、自らがピラメキッドを襲い、圧倒する。
しかし、桃子に、「もっとざっくりしろ！」と説得されたピラメキッドに翻弄され、ざっくり獣奥義の雷獣を喰らって倒されたものの消息不明。
白黒怪人サイチー、カイデー
13年前の白黒怪人であり、テルとテルの母を狙い、行動するが、初代ピラメキッド（＝現グレイサンダー、テルの父）に見つかり、最初は圧倒するもののざっくりイメージを解放したピラメキッドに倒される。

### ゲスト出演

#### 白黒催眠をかけられた者
あいあい - 外岡えりか（アイドリング!!!6号）
れいれい - 遠藤舞（アイドリング!!!3号）
人気ナンバー1アイドルグループ・WBの2人。黒沢マネジャー（ジャーマネ）に白黒催眠をかけられ競争意識から険悪な関係になってしまう。
西川シェリー - 杉ありさ
人気カリスマモデル。目黒インストラクター（ストインラクター）に白黒催眠をかけられ中条をフってしまうがストインラクターの死後、よりを戻し中条と結婚することとなった。
田中 - 庄司智春 （品川庄司）
不良生徒でも見捨てない情熱と優しさを持ち、『見回りセンコー』と呼ばれているハッキリ学園の教師。しかし、黒崎教頭（チャーティー）に白黒催眠をかけられ一時期冷徹な性格になってしまった。
上中連太 - 一井直樹
優秀な陸上選手。黒木トレーナー（イナトレー）に白黒催眠をかけられ精神的に追い詰められる余り行方不明になってしまった。走るという行動そのものを心から愛する生粋のランナー。
中川 徹 - 松田洋昌（ハイキングウォーキング）
奈津美の夫。元ヤンキーで結婚後も不真面目な生活を送っていたが、3年前に子供が出来たことで更生する。しかし、大黒（ウンカセラー）の白黒催眠を受け行方不明になってしまう。だが、知らない人とケンカをしていたところをテルに発見された。
川中島 - 川島章良
若手のお笑い芸人。得意ギャグは「すぐにオッパイのことを考えてしまうピッチャーの真似」であるが、西黒（ギャグダー）に思いっきりけなされたと同時に白黒催眠をかけられビルから飛び降り自殺しようとしたが、テルたちに止められる。芸人ということもあり桃子からネタをするよう強要されたがテルと宇田がそれを全力で阻止した。ギャグダーの死後は売れっ子の芸人になっていた。その後、今度は「ネタをパクられた」と、ナーデモサービスに依頼をしに来たが、実は落ち目だったことが明らかになった。ピラメキーノのレギュラーのためか、ゲストとしては初の複数回登場者である。
中崎 - 福田佑亮
サッカー部員。DJ黒沢（カルミュージ）に白黒催眠をかけられる。その結果、ノリだけで生きる性格になり練習を真面目にやらなかった上、スーパーで万引きをしようとした。
中平 - 木下隆行（TKO）
婦人服店のオーナーで、宇多の学生時代の先輩。接客のためとは言え、どのような客にも「似合ってる」とお世辞を言わなければいけないことに嫌気が差していたところ、九楼（ズケズケー）に白黒催眠をかけられる。

#### その他
中条忠治 - 脇知弘
ナーデモサービスのメンバー行きつけのラーメン屋ボンヤリ軒の店主で西川シェリーの恋人。愛称は「中ちゃん」。ストインラクターの死後、シェリーとの結婚が決まった。なお、亭主自身の登場はないが以降もたびたびテルたちの会話にボンヤリ軒のメニューが取り上げられている。
中村 - 前田公輝
ハッキリ学園の不良生徒。桃子のバッグを盗んだ引ったくり犯と間違われたことからテルたちと知り合う。不良生徒だが、一般人と多少感覚が合わず社会になじめないだけで、根っからの悪人というわけではない。
中野カレン - 金井美樹
蓮太の友人の女子高生。桃子とは付き合いの長いで、桃子曰く「妹みたいなもの」らしい。
中川奈津美 - 夏川純
徹の妻。夫が行方不明になりナーデモサービスを訪れる。
牛込 - 小笠原海
中崎の所属するサッカー部主将。ノリだけでサッカーをする中崎を心配していた。
ダルさん - デイヴィッド・リッジズ
ピラメキーノのコーナーキャラ。黒池（ダラダラー）の経営するポップコーン屋の常連らしく店の前でポップコーンを食べていた。なお、もともとダラダラしているからか、ダラダラーのダルダルブレスが効かない。また、ダラダラーに白黒催眠を受けた桃子とダルダルブレスを受けた猫田社長もダルさんと同じ姿になっていた。

## ざっくり戦士ピラメキッド

### ツール
ピラメフォーン
iPhone型の変身アイテム。指でざっくりと画面を動かしざっくりパワーを溜めてMAXになった瞬間にテルの身体にざっくりスーツが纏われピラメキッドに変身する。

### 竜虎ざっくり拳
ざっくりとしたイメージを脳に描くことで肉体的能力を飛躍的に向上させる世界最強の武術。ざっくりイメージを解放することで無限にパワーアップできるが、少しでもざっくりとしない迷いがあると身体に大きな負担がかかってしまう。攻撃技や移動術を扱う演舞と防御技やカウンター技、そして洗脳解除などを扱う防御の2種類に分かれる。
- ざっくり演舞その一・竜虎ざっくり斬り - 手刀で相手を一刀両断にする必殺技で、この技でほとんどの白黒怪人を倒している。後に、竜虎ざっくり斬りと詠唱しただけで発動するようになった。
- ざっくり演舞その二・竜虎ざっくり鎌鼬（かまいたち） - 空気の刃を作り出し複数の敵を切り裂く。
- ざっくり演舞その三・千手（せんじゅ） - 拳を超高速で繰り出す。
- ざっくり演舞その四・鉄槌（てっつい） - かなりの威力を持つ拳を繰り出す。
- ざっくり演舞その五・閃光（せんこう） - 光のような速さで移動する移動術。
- ざっくり秘奥義・雷獣（らいじゅう） - ざっくりイメージ解放の完全制御ができるようになったことで使える最強必殺技。雷のエネルギーで竜と虎のオーラを呼び出し、相手を攻撃する。
- ざっくり防御その一・鋼（はがね） - 前面に鋼のような障壁を展開。
- ざっくり防御その二・鏡（かがみ） - 鋼の発展型。前面に鏡のような障壁を展開し、敵の攻撃（主に物理学的な意味での『波動』に関わるもの）を跳ね返すことが出来る。
- ざっくり防御その三・KY - 相手のペースに巻き込まれそうな時、自らがKY＝空気を読まない性格になることで自分のペースに持っていく。

## キャスト
- 光山テル / ピラメキッド - 金田哲（はんにゃ）
- 猫田又吉 - 梶原善
- 桃川桃子 - 矢島舞美（℃-ute）
- 宇多アツシ - 吉村崇（平成ノブシコブシ）
- 村田博士 - 六平直政

## 声の出演
- ピヨッ太 - 水沢史絵

## スタッフ
- 脚本 - オークラ
- 撮影協力 - (株)アップサイド
- 音響効果 - 北澤亨
- メイク - 山田かつら
- 衣装 - 東京衣装
- キャラクターデザイン - ニイルセン
- キャラクター制作 - 金子大悟、鈴木美幸
- スタンドアクション - （有）A・T・C事務所
- アクション監督 - 林潔 （株）STUNT JAPAN
- 監督 - 濱谷晃一、小比類巻将範

## 主題歌
- 『ざっくり戦士ピラメキッド』

作詞 - オークラ / 作曲 - 坂本秀一 / 唄 - 串田アキラ

## サブタイトル

### 第1部
| 話数       | サブタイトル                                | ゲスト怪人              | 放送日        | 放送形式             |
| ---------- | ------------------------------------------- | ----------------------- | ------------- | -------------------- |
| 第一話     | 目覚めよ!ざっくり戦士                       | ジャーマネ              | 2010年4月23日 | 19 G                 |
| 第二話     | 目覚めよ!ざっくり戦士・後編                 | ジャーマネ              | 4月30日       | 19 G                 |
| 第三話     | ざっくりとした自覚・前編 ざっくりとした自覚 | ストインラクター        | 5月7日        | 18,19 G              |
| 第四話     | ざっくりとした旧友・前編                    | サツケー                | 5月21日       | 19 G                 |
| 第五話     | ざっくりとした旧友                          | サツケー                | 5月28日       | 18,19 G              |
| 第六話     | ざっくりとした教育・前編                    | チャーティー            | 6月4日        | 18,19 G              |
| 第七話     | ざっくりとした教育・後編                    | チャーティー            | 6月11日       | 18,19 G              |
| 第八話     | ざっくりとした青春・前編                    | イナトレー              | 6月25日       | 18,19 G              |
| 第九話     | ざっくりとした青春・後編                    | イナトレー              | 7月9日        | 18,19 G              |
| 第十話     | ざっくりとした夫婦・前編                    | ウンカセラー            | 7月16日       | 18,19 G              |
| 第十一話   | ざっくりとした夫婦・後編                    | ウンカセラー            | 7月23日       | 18（以降一部構成） G |
| 第十二話   | ざっくりとした恋愛                          | ラブラブーン            | 7月30日       | 19 G                 |
| 第十三話   | ざっくりとした笑い                          | ギャグダー              | 8月6日        | 19 G                 |
| 第十四話   | ざっくりとした色気                          | セクシンヌ              | 8月20日       | 18 G                 |
| 第十五話   | ざっくりとしたノリ                          | カルミュージ            | 9月17日       | 18 G                 |
| 第十六話   | ざっくりとしたパクリ                        | パクリーン              | 10月8日       | 18 G                 |
| 第十七話   | ざっくりとした暗さ                          | ネクラー                | 10月22日      | 18 G                 |
| 第十八話   | ざっくりとした本音                          | ズケズケー              | 10月29日      | 18 G                 |
| 第十九話   | ざっくりとした怠惰                          | ダラダラー デストローイ | 11月26日      | 18 FHH               |
| 第二十話   | ざっくりとした親子・前編                    | デストローイ            | 12月10日      | 18 FHH               |
| 第二十一話 | ざっくりとした親子・後編                    | デストローイ            | 12月16日      | 18 NOF               |

#### 放送形態の凡例
18 - 18時半台のみの1部構成
19 - 19時台のみの1部構成
18,19 - 18時半台・19時台の2部構成
G - Gでの放送
FHH - 金曜短縮版での放送
NOF - 金曜日以外の放送

## 関連企画

### ヒーローショー
- 2010年8月27日に富士急ハイランドのピラメキサマーライブで、ピラメキッドのステージショーが実施された。当日テレビでは放送されなかったが、2010年9月27日放送の『ピラメキたいそう』でピラメキッドのステージショーの映像が一部放送された。
- 2010年12月20日にディファ有明のだるだるダルサンタナイトで、第2回目のピラメキッドのステージショーが実施された。生放送後のイベントだったため、テレビ放送はなかった。2011年3月23日発売のDVD『ざっくり戦士ピラメキッド』Vol.1の特典映像に収録されている。
- 2011年5月7日にららぽーと豊洲のピラメキーノDVD発売記念イベントで、第3回目のピラメキッドのステージショーが実施された。2011年7月27日発売のDVD『ざっくり戦士ピラメキッド』Vol.3の特典映像に収録されている。
- 2011年7月31日にピラメキサマーライブ in 富士急ハイランドでステージショーが実施された。

### ピラメキたいそう ピラメキッドver.
- 2010年9月10日・17日・21日・24日・28日・10月1日・5日・15日・25日・11月10日放送の『ピラメキたいそう』では、「ピラメキッドver.」として金田がピラメキッドの格好をする他、ヘルオセロ・戦闘員達が登場し同曲を踊っている。ピラメキッドのバイザーは本編より薄いクリアタイプになっている。途中で曲がピラメキッドのテーマ曲に変わり地獄白黒団との戦闘になる場面があり、ピラメキーノのマスコットキャラの「ピラメキパンダ」もピラメキッドと一緒に戦いに参加した。

### ピラメキドッグ オーディション
2010年10月22日より、『いぬ奴姉さん』のコーナー枠で開始されたピラメキッドの相棒にふさわしい勇気ある犬を募集する企画。ピラメキッドと共にいぬ奴姉さん（椿鬼奴）とピラメキパンダが出演し、飼い主を助ける犬を探すチャレンジを行った。公式サイトで参加犬の一般募集もしていた。当初は独立したコーナーだったが、その後超調査CCSの1コーナーとして放送された。
勇気ある犬が見つからずピラメキッドの独断で2010年11月19日に打ち切ろうとした。しかし、いぬ奴姉さんの秘策があるということで同年12月3日に打ち切ると言及もされていたものの、以降も継続された。応募件数が増えてきたため、2011年2月8日以降はG以外の通常日にも放送されるようになり、同年の3月24日に、候補の中から三橋グレイシーがピラメキドッグに選ばれた。
こちらもピラメキッドのバイザーは本編より薄いものになっている。ただしピラメキたいそうの時とは異なり、クリアタイプではない。

### スペシャルイベント
2011年8月19日にタワーレコード渋谷店で、ピラメキッド出演者によるトーク&握手会が開催された。進行は紺野あさ美アナが務めた。

### ヒーロー大運動会
2012年6月6日 - 12日放送分にローカルヒーロー6組が集結し大運動会を開催、ピラメキーノからはざっくり戦士ピラメキッドが参加した。2012年11月26日 - 30日放送分に第2回が開催された。

## DVD
日本コロムビアより順次リリースされる。第1部は全3巻の予定。
『ピラメキーノDVD ざっくり戦士ピラメキッド Vol.1』
2011年3月23日発売。第一話 - 第七話を収録。
DVDでは『ざっくりとした自覚』が二話構成に変更されたため、第一話 - 第八話収録と表記されている。
特典映像：ダルさんのヒーローショー
『ピラメキーノDVD ざっくり戦士ピラメキッド Vol.2』
2011年5月29日発売。第八話 - 第十三話を収録。
DVDでは第九話 - 第十四話に表記が変更されている。
当初は2011年5月25日に発売予定だったが、『第十四話 ざっくりとした色気』に出演していた上原美優が急逝したことをうけ、この回を欠番にした上で発売を4日延期した。
特典映像：ウンコマンズ傑作選
『ピラメキーノDVD ざっくり戦士ピラメキッド Vol.3』
2011年7月27日発売。第十五話 - 第二十一話を収録。
特典映像：ピラメキッドヒーローショー